# Randy Jackson
Randall Darius "Randy" Jackson (23 de junio de 1956) es un bajista, cantante, productor discográfico y exejecutivo de A&R estadounidense ganador de un Grammy. Es conocido por ser juez en American Idol y productor ejecutivo de MTV, America's Best Dance Crew. También fue músico de los grupos Journey y Breakfast Club de donde inició su carrera musical.

## Biografía
Nació en 1956 en Baton Rouge, Luisiana, hijo de Julia LeGolvan, un ama de casa, y Herman Jackson, capataz de una planta. Su primer matrimonio, con Elizabeth Jackson, terminó en divorcio en 1990; tuvieron un hijo juntos, Taylor. Desde 1995, ha estado casado con Erika Riker, con quien tiene dos hijos, Zoe y Jordan. En 2003, Jackson perdió 52 kg tras someterse a una cirugía de baipás gástrico. Dijo en febrero de 2008 en un comercial de televisión que tiene la diabetes tipo 2.